# Brännvattsträsket
Brännvattsträsket är en sjö i Skellefteå kommun i Västerbotten och ingår i Bureälvens huvudavrinningsområde. Sjön har en area på 0,677 kvadratkilometer och ligger 136 meter över havet. Sjön avvattnas av vattendraget Renforsbäcken. Vid provfiske har bland annat abborre, gers, gädda och gös fångats i sjön.

## Delavrinningsområde
Brännvattsträsket ingår i det delavrinningsområde (717571-173330) som SMHI kallar för Inloppet i Inreträsket. Medelhöjden är 124 meter över havet och ytan är 34,08 kvadratkilometer. Det finns inga avrinningsområden uppströms utan avrinningsområdet är högsta punkten. Renforsbäcken som avvattnar avrinningsområdet har biflödesordning 2, vilket innebär att vattnet flödar genom totalt 2 vattendrag innan det når havet efter 43 kilometer. Avrinningsområdet består mestadels av skog (76 procent). Avrinningsområdet har 0,74 kvadratkilometer vattenytor vilket ger det en sjöprocent på 2,2 procent.

## Fisk
Vid provfiske har följande fisk fångats i sjön:
- Abborre
- Gärs
- Gädda
- Gös
- Mört